# Colchicum antilibanoticum
Colchicum antilibanoticum är en tidlöseväxtart som beskrevs av René Gombault. Colchicum antilibanoticum ingår i släktet tidlösor, och familjen tidlöseväxter. Inga underarter finns listade i Catalogue of Life.

## Bildgalleri

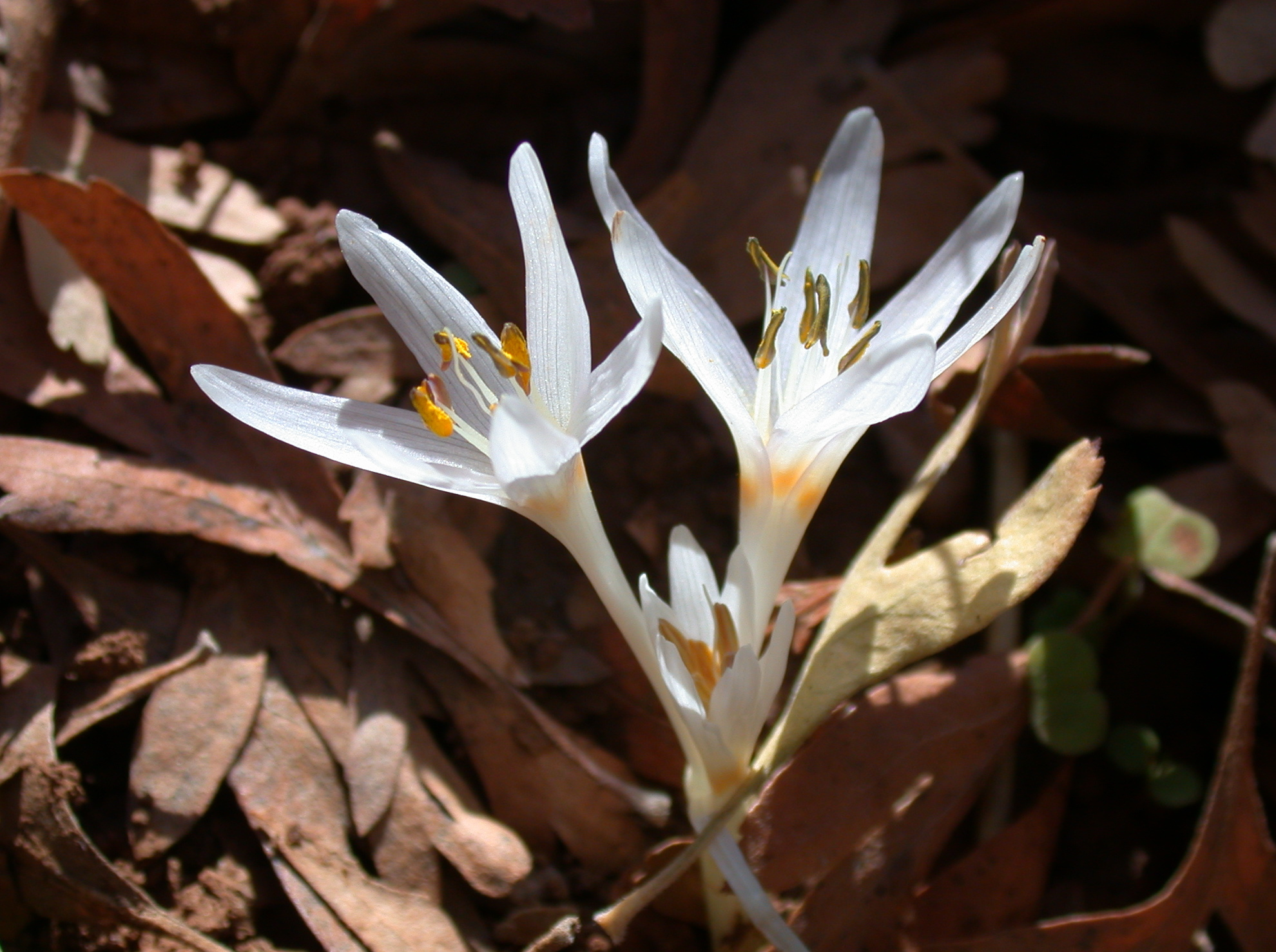
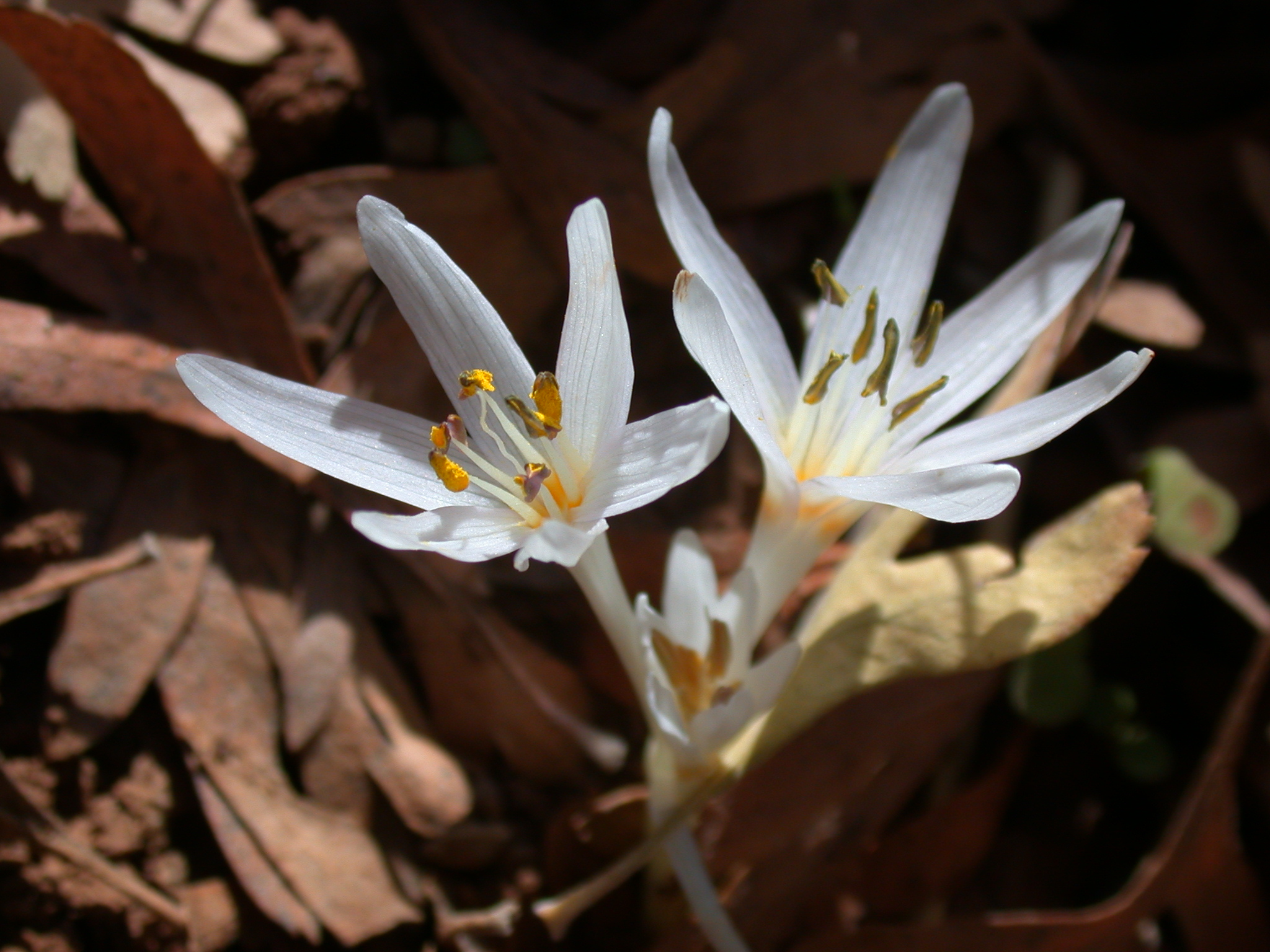